# Limnophila spinulosa
Limnophila spinulosa är en tvåvingeart som beskrevs av Alexander 1946. Limnophila spinulosa ingår i släktet Limnophila och familjen småharkrankar. Inga underarter finns listade i Catalogue of Life.